# Bruno Bachimont
Bruno Bachimont est philosophe et informaticien, enseignant-chercheur à l’université de technologie de Compiègne, spécialisé dans les domaines de la logique, de l’informatique documentaire et la philosophie du numérique. Il a été directeur de la recherche et de la valorisation de la faculté des sciences et d'ingénierie de Sorbonne université entre 2017 et 2021, ainsi que directeur à la recherche de l'UTC de 2006 à 2017. Il a collaboré à l’Institut national de l’audiovisuel comme directeur de la recherche puis comme conseiller scientifique de 1997 à 2012.

## Formation et parcours
Bruno Bachimont commence ses études en classes préparatoires au lycée privé Saint Geneviève à Versailles (1980-1982) et les poursuit à l’École nationale supérieure des mines de Nancy (1985). Son stage en laboratoire à l’Inserm l’entraîne dans le monde de la recherche. Il obtient alors un DEA en intelligence artificielle de l'université Paris 6, pour enchaîner un doctorat en informatique de l’Université Paris 6 (1990) et un doctorat en épistémologie de l’École polytechnique (1996). Il s'attache à adosser ces recherches scientifiques à une activité opérationnelle : ingénieur à l’AP-HP (1990 - 1996), puis à l’Institut national de l’audiovisuel (de 1997 à 2012). En parallèle, il s'est investi dans le monde de l'enseignement et de la recherche académiques comme professeur associé à l’Université de technologie de Compiègne de 1996 à 2001, date à laquelle il fut recruté comme enseignant-chercheur contractuel à temps partiel dans cette université. Depuis 2012, il est enseignant-chercheur à plein temps à l'UTC.
En 2006, il est nommé directeur à la recherche de l’université de technologie de Compiègne, fonction qu'il occupe jusqu'en 2017. Il est également co-responsable d'un mineur de formation intitulé « Technologies culturelles numériques ».

## Activités de recherche
Ses recherches portent sur trois sujets : une philosophie de la technique et du numérique, une approche du document et de la mémoire  (ingénierie documentaire, préservation numérique) et enfin l'ingénierie des connaissances, en particulier les ontologies formelles.

### La théorie du support
La théorie du support proposée par Bruno Bachimont est publiée dans son ouvrage Le sens de la technique. Elle repose sur l'hypothèse que toute connaissance procède d'une inscription matérielle dont elle est l'interprétation. En particulier, les propriétés matérielles de l'inscription conditionnent et configurent les modalités de son interprétation : ce que l’on comprend, la connaissance que l’on obtient, dépendent de la perception et de la manipulation que l’on peut avoir du support.
La théorie du support ne dit pas seulement que la matérialité de l’inscription a une influence sur l’interprétation qu’on en fait : elle généralise et absolutise ce constat en considérant qu’à un type de propriétés physiques du support, conditionnant perception et manipulation, correspond un type d’interprétation et de connaissance, voire de rationalité ou de pensée. On doit donc pouvoir déterminer des types de support renvoyant à des types de rationalité. Ces catégories se laissent observer et repérer quand on assiste à un changement de type de support, car on peut alors étudier les modifications corrélées dans la manière de penser et le type de connaissances élaborées.
L’exemple traditionnel est le changement introduit par la technique de l’écriture, où l’on passe d’une culture orale à une culture écrite. Depuis les travaux de Jack Goody (en particulier son ouvrage sur la raison graphique, terme d'ailleurs forgé par ses traducteurs, lui-même évoquant la domestication de la pensée sauvage - domestication of the savage mind) , on parle d’une raison graphique propre à cette technique d’inscription. Bruno Bachimont propose de qualifier la culture émergeant de la mobilisation des technologies numériques de raison computationnelle, autrement dit ce que fait le  numérique à la pensée.
La théorie du support proposée par Bruno Bachimont relève d’une tradition intellectuelle déjà ancienne, où l’on peut mentionner Bernard Stiegler (La technique et le temps, Galilée, 3 tomes 1994 – 1996  - 2001, réédition à venir chez Fayard), Pierre Lévy (Les Technologies de l'intelligence ), Jack Goody, et la médiologie  de Régis Debray, entre autres. La contribution de Bruno Bachimont se concentre, dans ce contexte, sur la notion de raison computationnelle, et la construction du théorie philosophique de la technique et du numérique dans le cadre général de la théorie du support.
Cette approche est partagée ou reprise par d'autres chercheurs,,, et a inspiré dans travaux en ingénierie documentaire, ou en ingénierie des connaissances.

### L’ingénierie des connaissances
Les contributions de Bruno Bachimont à l’ingénierie des connaissances correspondent à ses travaux les plus anciens et sont rassemblés dans son ouvrage Ingénierie des connaissances et des contenus : le numérique entre ontologie et document. Il y propose notamment une méthode permettant de structurer les concepts d’une ontologie. Cette méthode repose sur la sémantique différentielle et thématise le passage du mot dans son usage linguistique au terme dans son acception conceptuelle et normée, pour finalement le formaliser dans les langages du Web sémantique (RDF, OWL, etc.). Il s'agit d'articuler trois étapes, une première de caractérisation linguistique, une seconde de normalisation sémantique, et enfin une troisième de formalisation logique. 
La première étape de la caractérisation linguistique repose sur des outils d'analyse textuelle et d'extraction terminologique, qui permettent, à partir des usages effectifs de la langue et des discours attestés, de structurer des contextes linguistiques dans lesquels sont repérés des mots candidats en tant que termes ainsi que les modalités de leur emploi. La normalisation sémantique dépend du contexte de la modélisation ontologique, car il s'agit de fixer et de normer la signification qui doit faire foi et constituer la norme pour le terme. Le mot observé en contexte devient un terme dont la signification est un signifié normé, c'est-à-dire un concept. Alors que la caractérisation linguistique est descriptive, la normalisation sémantique est normative et prescriptive. Enfin, la formalisation logique s'appuie sur les outils et méthodes usuels de l'ingénierie ontologique, en particulier ceux proposés par le W3C. L'apport de la méthode proposée par Bruno Bachimont est donc d'une part la normalisation sémantique puisqu'elle s'appuie sur l'extraction terminologique, faite par ailleurs, et la formalisation logique, déjà bien outillée, et d'autre part l'articulation de ces trois étapes.
Cette approche a été mobilisée dans le contexte de l'annotation et indexation multimédia et audiovisuelle et l'ingénierie documentaire pour la pédagogie,. Elle a été outillée par la conception d'un éditeur d'ontologie permettant de mettre en œuvre l'étape de la normalisation sémantique, l'éditeur DOE (Differential ontology editor).

### Mémoire, document, archive
La gestion des documents et la conservation des archives sont un cadre privilégié pour mettre en œuvre et élaborer une théorie du support. Bruno Bachimont a profité de son expérience au sein de l’institut national de l’audiovisuel pour approfondir son approche et l’élargir aux questions de la mémoire et du patrimoine.
La théorie proposée, notamment dans Technique et Politique de la mémoire, consiste à avoir une conception dynamique de la mémoire, où la mémoire est un processus, un exercice, une pratique dont la mise en œuvre permet de constituer les objets de mémoire comme tels, c’est-à-dire comme souvenirs. La mémoire est un travail, ce travail constitue des objets, les souvenirs. Par exemple, le travail archéologique constitue les vestiges, le processus archivistique constitue les archives, etc. Cette conception s’oppose à celle, plus statique, selon laquelle la mémoire consiste en objets ou traces conservés, dont la présence et la réactivation dans un processus de ressouvenir permettent la mémoire. Dans cette perspective, on conserve pour permettre l’exercice futur de la mémoire, on se souvient car on a des souvenirs.
Les objets numériques restent utilisables que si on les utilise fréquemment, car leur conservation exige de les faire évoluer pour pallier l’obsolescence technologique (les formats de codage et d’enregistrement essentiellement) et la corruption des supports (car toutes les traces se corrompent). Ces objets s’inscrivent donc d’emblée dans la conception dynamique de la mémoire : c’est l’exercice de leur consultation qui permet leur conservation et transmission.
De fait, ces deux conceptions de la mémoire sont toutes deux nécessaires, et les expériences de « mémoire heureuse » montrent à chaque fois une manière de les faire coopérer : une tradition de l’exercice de la mémoire couplée avec une transmission des objets de mémoire.

### Thèses
- Arts et Sciences du numérique : ingénierie des connaissances et critique de la raison computationnelle, Université de Technologie de Compiègne, 12 janvier 2004 Mémoire d'Habilitation à diriger les Recherches.
- Herméneutique matérielle et Artéfacture : des machines qui pensent aux machines qui donnent à penser ; Critique du formalisme en intelligence artificielle, Thèse de doctorat de l'École Polytechnique, 24 mai 1996.
- Cohérence et Convergence dans un Tableau Noir : Organisation, Formalisation et Sémantique de l'Architecture de Contrôle ABACAB, Thèse de doctorat de l'Université Paris 6, 3 décembre 1990.

### Livres
- Le contrôle dans les systèmes à base de connaissances. Contribution à l'épistémologie de l'intelligence artificielle, Hermès, 1994, Seconde édition revue et augmentée.
- Ingénierie des connaissances et des contenus : le numérique entre ontologies et documents. Paris: Hermès, 2007.
- Le sens de la technique : Le numérique et le calcul, Encre Marine, 2010.
- Patrimoine et numérique : Technique et politique de la mémoire. Bry-sur-Marne: Ina-Editions, 2017

### Chapitres de livre
- "L'intelligence artificielle comme écriture dynamique : de la raison graphique à la raison computationnelle" In J. Petitot & P. Fabbri (Eds.), Au nom du sens (p. 290-319), Grasset, 1999.
- Nouvelles tendances applicatives : de l'indexation à l'éditorialisation. In P. Gros (Ed.), L'indexation multimédia (p.15-29). Paris: Hermès, 2007.
- Formal Signs and Numerical Computation: Between Intuitionism and Formalism. Critique of Computational Reason. In H. Schramm, L. Schwarte, & J. Lazardzig (Eds.), THEATRUM SCIENTIARUM: Instruments in Art and Science, on the Architectonics of Cultural Boundaries in the 17th Century (p. 362-382). Berlin: Walter de Gruyter Verlag, 2008.
- Archivage audiovisuel et numérique : les enjeux de la longue durée. In C. Leblond (Ed.), Archivage et stockage pérennes (p. 195-222). Paris: Hermès, 2009.
- Le numérique comme support de connaissance : entre matérialisation et interprétation. In G. Gueudet & L. Trouche (Eds.), Ressources vives, le travail documentaire des professeurs en mathématiques (p. 75-90). Rennes: Presses Universitaires de Rennes et Institut National de Recherche Pédagogique, 2010.
- Préservation culturelle numérique. In E. Gayou (Ed.), Musique et Technologie (p. 11-32). Paris: Institut National de l'Audiovisuel, 2013.
- Le nominalisme et la culture:  questions posées par les enjeux du numérique. In B. Stiegler (Ed.), Digital Studies, organologie des savoirs et technologies de la connaissance (p. 63-78). Paris: FYP Editions, 2014.
- Numérique et manipulation : la constitution technique des connaissances. In G. Chazal (Ed.), Le numérique en débat : des nombres, des machines et des hommes (p. 11-28). Dijon: Éditions universitaires de Dijon, 2017

### Articles
- « Indexation et Archivage de Contenus Multimedias », Techniques de l'ingénieur. Documents numériques gestion de contenu, vol. HC2 (n°H7500), 10 novembre 2007, Indexation et Archivage de contenus multimédias.
- "Indexation audiovisuelle : une problématique en pleine évolution", L'objet, 6(2), 171-191, 2000.
- T. Dechilly, G. Auffret, V. Brunie, & B. Bachimont, Représentation et structuration des connaissances pour les bibliothèques audiovisuelles. Document numérique, 1999.
- Archivage audiovisuel et numérique : les enjeux de la longue durée. In C. Leblond (Ed.), Archivage et stockage pérennes (p. 195-222). Paris: Hermès, 2009.
- La présence de l'archive : réinventer et justifier. Intellectica, 53-54, 281-309,  2010.
- Le numérique comme milieu : enjeux épistémologiques et phénoménologiques. Principes pour une science des données. Interfaces numériques, 4(3), 385-402, 2015.
- Document et technique : le temps de la préservation. Les cahiers d'INCCA-F, Volume 1 : Documentation technique, techniques de documentation, 28-43, 2016.
- Traces, calcul et interprétation: de la mesure à la donnée. Azimuth : Philosophical Coordinates in Modern and Contemporary Ages, IV(7), 13-36, 2016.
- L'archive et la massification des données : une nouvelle raison numérique. La Gazette des archives, 2017-1(245), 18-33, 2017.

### Préface
- « Préface », in Mémoires audiovisuelles : Les archives en ligne ont-elles un sens ?, Matteo Treleani, Montréal, Presses de l'Université de Montréal, coll. « Parcours Numériques », 2014, p. 9-13,  (ISBN 978-2-7606-3368-1) lire en ligne[30]